# Isotomurus italicus
Isotomurus italicus är en urinsektsart som beskrevs av Carapelli et al. 1995. Isotomurus italicus ingår i släktet Isotomurus, och familjen Isotomidae. Arten är reproducerande i Sverige.